# Dolores Štorková
Dolores Rotkovská Štorková (Lokhvytsia, 26 de março de 1966) é uma ex-voleibolista indoor e jogadora de vôlei de praia checa, medalhista de prata no Campeonato Europeu de Voleibol de Praia de 1994 realizado em Portugal.

## Carreira
Natural da Oblast de Poltava, na Ucrânia, e nesta viveu apenas por um ano, filha de médico tcheco e mãe ucraniana, iniciou na prática desportiva em 1968, aos 8 anos de idade no Kometa Brno, praticou natação, atletismo, tênis e handebol. Em 1974, ingressou no time de vôlei do KPS Brno, cujo treinador era Miloš Václavík e permaneceu até 1986. Com a equipe adolescente, ela conquistou o tricampeonato nacional consecutivamente nos anos de 1976 até 1978, sob o comando de Jan Navrátil, no elenco tinha nomes como  Bílková, Kopřivová, Krajinová, Maléřová, Pelikánová, Pětová, Silvestrová-Ambrožová, Takačová e outros.
Nos anos 1979 a 1986, competiu na Extraliga pelo KPS Brno, alcançando o terceiro lugar na temporada 1982-83, comandada pelos treinadores Jan Hrazdíra e Milan Kafka, e jogava com  Cvrkalová, Hübnerová, Jašková, Jorníčková , Kočová, Králíková, Kumpochová e outras jogadoras. Competiu de 1987 a 1999 em outros clubes de Brno de competições inferiores (TJ Komín, Moravská Slavia, Technika).
Em 1989, as primeiras quadras de "voleibol de praia" na República Tcheca foram construídas perto da barragem de Brno, e Dolores participou de torneios não oficiais da nova modalidade no país, e sua primeira parceria foi com Radka Bohunková. Em 1992, começaram as primeiras competições oficiais e  formou dupla com Martina Hudcová e conquistaram as medalhas a nível nacional: quarto lugar no circuito nacional de 1993, título do circuito nacional de 1994 e vice-campeonato checo, lideraram na temporada o ranking, em 1995 obteve o título do circuito nacional e título do campeonato checo, e lideraram o ranking, depois ao lado de Eva Adamová terminou na quinta posição no circuito nacional e em sétimo no campeonato checo, depois, esteve com Mariá Rubínová e
Irena Šťovíčková, terminando sétimo na Copa Spořitelna de 1997 e em nono campeonato checo no mesmo ano.
A partir do ano de 1994, formou dupla com Martina Hudcová e foram vice-campeãs da etapa de Almería pelo circuito europeu e  conquistaram a medalha de prata no Campeonato Europeu de Vôlei de Praia sediado em Espinho e estiveram juntas no circuito mundial 1994-95, alcançando o décimo terceiro lugar nos Abertos de Santos e Rio de Janeiro, e o nono lugar no Aberto de La Serena.Estiveram juntas no circuito mundial de 1995-96, terminando no trigésimo quarto lugar no Aberto de Clearwater, o trigésimo no Aberto de Pusan, os décimos sétimos postos nos Abertos de Osaka e Rio de Janeiro, além do décimo terceiro no Aberto de Bali.
Formada pela Brno Grammar School em Slovanské náměstí e pela Faculdade de Pedagogia de JE Purkyně (hoje parte da Universidade Masaryk) com aprovação em educação física e militar, ela recebeu seu doutorado após uma estadia de dois anos na KTV em BUT Bruno Após a formatura, ela trabalhou como caixa na MV ČSTV, depois da faculdade como cantora na SOU KP e Spojů Brno, mais tarde na KTV da Academia Militar de Brno (agora Universidade de Defesa). Casado desde 1985 com  Ivo, filha mais velha Iva (ano 1986) jogadora de vôlei do Morávia Slavia, atualmente emprestado ao KP Brno e representante na BV, filha mais nova Soňa (ano 1990) joga vôlei pelo Junior Brno (J-EXL). Após uma segunda cirurgia no joelho em 1999, ficou impedida de prossegurir e começou a praticar mergulho.